# Kantonale Volksabstimmung «Wiedereinführung der Landsgemeinde im Kanton Appenzell Ausserrhoden»
Die Kantonale Volksabstimmung «Wiedereinführung der Landsgemeinde im Kanton Appenzell Ausserrhoden» war eine Volksabstimmung im Schweizer Kanton Appenzell Ausserrhoden, die am 13. Juni 2010 stattfand. Inhalt der Vorlage war die Wiedereinführung der Landsgemeinde, welche 1997 abgeschafft wurde.

## Hintergründe und Inhalt
Der Kanton Appenzell Ausserrhoden war lange Zeit einer der wenigen acht Kantone, welche Abstimmungen in Form einer Landsgemeinde durchführten. Nachdem das Abstimmungsverfahren besonders bei knappen Entscheiden in Kritik geraten war, entschloss sich das Volk am 28. September 1997 in einer Urnenabstimmung die Landsgemeinde abzuschaffen und fortan nur noch an der Urne oder per Brief abzustimmen. Zehn Jahre später bildete sich dagegen ein Initiativkomitee, welche der Kantonskanzlei am 14. Dezember 2007 eine Initiative zur Wiedereinführung der Landsgemeinde und der Unterschriftenliste vorlegte. Der Initiativtext lautete dabei wie folgt:
Die Landsgemeinde als Versammlung der kantonalen Stimmberechtigten und oberstes Verfassungs- und Gesetzgebungsorgan ist wieder einzuführen.
Da der Kantonsrat die Initiative am 22. Februar 2010 mit 58 zu 4 Stimmen ablehnte, kam es zu der gesetzlich festgelegten Abstimmung durchs Volk.

## Argumentation der Befürworter und Gegner
Die Initianten begründeten die Wiedereinführung der Landsgemeinde damit, dass:
- die Landsgemeinde für den Kanton Tradition und politische Kultur bedeutet, welche den Kanton charakterisiert und ihn von den meisten anderen Kantonen unterscheidet.
- die Demokratie in einer Landsgemeinde intensiver wahrgenommen wird, da sowohl das Volk wie die Regierung für jeden sichtbar ist.
- der Zusammenhalt durch die Landsgemeinde gefördert wird, da sich die Stimmberechtigten aller Gemeinden an einem Ort zusammenfinden und gemeinsam am Ereignis teilnehmen.
- seit der Abschaffung der Landsgemeinde eine Verschiebung der politischen Gewichte stattgefunden habe. Statt einer direkten Demokratie durch das Volk, fände seither nur noch eine repräsentative Demokratie durch Delegierte statt. Politische Prozesse fänden seither zwischen Kantonsrat und Regierung statt.
- bei einer Neueinführung der Landsgemeinde die Chance zu einer Verbesserung gegenüber der damalig abgeschafften besteht. So erwähnte man die Möglichkeit am Tag der Landsgemeinde den öffentlichen Verkehr zum Nulltarif oder Kinderhorte anzubieten. Sogar die Möglichkeit das Zählverfahren (das sogenannte 'Mehren') mit elektronischen Hilfsmittel zu unterstützen wurde genannt.

Des Weiteren wurde offen eingestanden, dass die Landsgemeinde ein schönes «Fest der Demokratie» sei, welches man sich einfach zurückwünsche. 
Auch der Kantonsrat anerkannte die traditionelle und kulturelle Bedeutung der damaligen Landsgemeinde, sah in der Urnen- und Briefabstimmung jedoch Vorteile, die in der Gesamtheit überwogen und vorzuziehen seien:
- Mit der Wiedereinführung der Landsgemeinde die Vorteile einer orts- und zeitunabhängigen Abstimmung verloren ginge, da auch keine briefliche Abstimmung mehr möglich wäre.
- Infolge dessen die Stimmbeteiligung unweigerlich sinken würde, beispielsweise durch Stimmberechtigte die am Tag der Landsgemeinde verhindert sind teilzunehmen.
- Die Wiedereinführung der Landsgemeinde dem Trend der anderen Kantone zum E-Voting widerspricht und man sich über Jahre hinweg dem Anschluss daran blockieren würde.
- Gesetzgebungsprozesse behindert würden, da zumindest früher die Landsgemeinde nur einmal jährlich abgehalten wurden, seit der neuen Kantonsverfassung von 1995 zum Teil aber kürzere Zeiten verlangt werden.
- Bei der Wiedereinführung der Landsgemeinde Anforderungen des Bundes- und dem Völkerrecht erfüllt werden müssen, die früher nicht galten. Unter anderem die Kontrolle der Teilnehmenden und eine erhöhte Gewährleistung der Sicherheit.

Man bemängelte zudem, dass die Initiative nur die Wiedereinführung der Landsgemeinde beinhalte, sich jedoch in keiner Weise über die Verfassung und Gesetzgebung äussert. Bei einer Annahme würde der Kantons- und Regierungsrat mit der Umsetzung alleine gelassen, was zu einer unterschiedlichen Vorstellungen über eine neue Landsgemeinde gegenüber den Initianten und Stimmberechtigten führen könnte. Ausserdem liess der Kantonsrat klarstellen, dass eine Kombination aus der bisherigen Abstimmung an der Urne und per Brief zusammen mit einer Landsgemeinde ausgeschlossen sei.

## Abstimmungsergebnis
Alle 20 Gemeinden des Kantons lehnten die Vorlage ab. Der Anteil Ja-Stimmen lag zwischen 21 % in der Gemeinde Schwellbrunn und 44 % in der Gemeinde Wald. Im kantonalen Durchschnitt wurde die Vorlage mit einem Nein-Stimmen Anteil von 70,3 % abgelehnt.
| Bezirk       | Ja (Anzahl) | Nein (Anzahl) | Ja (Prozent) | Nein (Prozent) | Annahme |
| ------------ | ----------- | ------------- | ------------ | -------------- | ------- |
| Bühler       | 118         | 314           | 27,3 %       | 72,7 %         | Nein    |
| Gais         | 272         | 774           | 26,0 %       | 74,0 %         | Nein    |
| Grub         | 105         | 214           | 32,9 %       | 67,1 %         | Nein    |
| Heiden       | 240         | 750           | 24,2 %       | 75,8 %         | Nein    |
| Herisau      | 1'098       | 3'003         | 26,8 %       | 73,2 %         | Nein    |
| Hundwil      | 130         | 239           | 35,2 %       | 64,8 %         | Nein    |
| Lutzenberg   | 115         | 173           | 39,9 %       | 60,1 %         | Nein    |
| Rehetobel    | 203         | 413           | 33,0 %       | 67,0 %         | Nein    |
| Reute        | 50          | 166           | 23,1 %       | 76,9 %         | Nein    |
| Schönengrund | 37          | 120           | 23,6 %       | 76,4 %         | Nein    |
| Schwellbrunn | 102         | 382           | 21,1 %       | 78,9 %         | Nein    |
| Speicher     | 451         | 1'018         | 30,7 %       | 69,3 %         | Nein    |
| Stein        | 130         | 457           | 22,1 %       | 77,9 %         | Nein    |
| Teufen       | 760         | 1'326         | 36,4 %       | 63,6 %         | Nein    |
| Trogen       | 280         | 403           | 41,0 %       | 59,0 %         | Nein    |
| Urnäsch      | 174         | 525           | 24,9 %       | 75,1 %         | Nein    |
| Wald         | 111         | 140           | 44,2 %       | 55,8 %         | Nein    |
| Waldstatt    | 173         | 433           | 28,5 %       | 71,5 %         | Nein    |
| Walzenhausen | 153         | 318           | 32,5 %       | 67,5 %         | Nein    |
| Wolfhalden   | 143         | 293           | 32,8 %       | 67,2 %         | Nein    |
| Total (20)   | 4'845       | 11'461        | 29,7 %       | 70,3 %         | Nein    |